# Podothereua insularum
Podothereua insularum är en mångfotingart som beskrevs av Karl Wilhelm Verhoeff 1905. Podothereua insularum ingår i släktet Podothereua och familjen spindelfotingar.
Artens utbredningsområde är Papua Nya Guinea. Inga underarter finns listade i Catalogue of Life.